# 존 프레이저
존 프레이저(John Fraser, 1931년 3월 18일~2020년 11월 7일)는 영국의 영화 배우이다.

## 영화
- 이노센트(영어판)(1985년)
- 더 빌(1984년)
- 비밀결사(영어판)(1983년)
- 스카이 하이(1975년)
- 맨발의 이사도라(1968년)
- 반항(1965년)
- V2 3인의 첩보전(1965년)
- 엘 시드(1961년)
- 턴스 오브 글로리(1960년)
- 디즈니랜드(1954년) - 데이빗 로포드 역
- 타이타닉의 최후(1953년)